# Dietmar
Dietmar ist ein männlicher Vorname.

## Herkunft und Bedeutung des Namens
Dietmar kommt vom gotischen (germanischen) Namen Thiudamer (Þiudamer).
Er besteht aus den Wörtern gotisch þiuda, althochdeutsch diot ‚das Volk‘ – von dem sich auch das Wort deutsch herleitet – und got. mers, ahdt. mari ‚berühmt‘ oder ‚sagenhaft‘ – wie in Mär.
Ähnliche Bildungen sind Dietrich, seltener auch Dietlinde u. a.
Aus zwei gleichbedeutenden Gliedern besteht der Name Volkmar.

## Namenstag
- Katholisch: 2. Januar, 5. März[1], 17. Mai, 28. September[2]

## Varianten
- altertümlich: Theotmar, Thietmar
- Ditmar, Dittmar, Detmar

Kurzform:
- Didi

verwandt:
- Till, Tile

## Namensträger

### Historisch
- Bischof Dietmar von Osnabrück († 1023)
- Dietmar von Aist, Minnesänger, Vertreter der donauländischen Lyrik, nachgewiesen von 1140 bis 1171.
- Dietmar der Setzer (mittelhochdeutsch: Dietmar der Sezzer), fahrender Ritter und Spruchdichter des 13. Jahrhunderts
- Ditmar Koel (* um 1500; † 1563), Kapitän, Seeräuberjäger und Bürgermeister von Hamburg
- Dithmar Huisman (1764–1822), niederländischer reformierter Theologe und Kirchenhistoriker

### Zeitgeschichtlich

#### Dietmar
- Dietmar Alge (* 1959), österreichischer Unternehmer und Politiker (ÖVP)
- Dietmar Bär (* 1961), deutscher Schauspieler
- Dietmar Bartsch (* 1958), deutscher Politiker (Die Linke)
- Dietmar Bartz (* 1957), deutscher Journalist
- Dietmar Baurecht (* 1973), österreichischer Politiker (SPÖ)
- Dietmar Beiersdorfer (* 1963), deutscher Fußballspieler und Fußballfunktionär
- Dietmar Biesold (1925–1991), deutscher Neurochemiker
- Dietmar Constantini (1955–2024), österreichischer Fußballspieler und -trainer, siehe Didi Constantini
- Dietmar Danner (* 1950), deutscher Fußballspieler
- Dietmar Dath (* 1970), deutscher Autor, Journalist und Übersetzer
- Dietmar Deffner (* 1966), deutscher Moderator und Journalist
- Dietmar Hamann (* 1973), deutscher Fußballspieler
- Dietmar Hasler (* 1975), liechtensteinischer Politiker (VU)
- Dietmar Hirsch (* 1971), deutscher Fußballspieler
- Dietmar Hopp (* 1940), deutscher Unternehmer und Mäzen
- Dietmar Huhn (* 1944), deutscher Schauspieler
- Dietmar Jacobs (* 1967), deutscher Autor
- Dietmar Keller (* 1942), deutscher Politiker (SED/PDS)
- Dietmar Küblböck (* 1963), österreichischer Posaunist und Universitätsprofessor
- Dietmar Kühbauer (* 1971), österreichischer Fußballspieler
- Dietmar Lampert (* 1966), liechtensteinischer Politiker (VU)
- Dietmar Lorenz (* 1944), deutscher Chirurg
- Dietmar Lorenz (1950–2021), deutscher Judoka
- Dietmar Mögenburg (* 1961), deutscher Leichtathlet und Olympiasieger im Hochsprung
- Dietmar Mössmer (1955–2025), österreichischer Schauspieler
- Dietmar Mues (1945–2011), deutscher Schauspieler
- Dietmar Rothermund (1933–2020), deutscher Historiker und Indologe
- Dietmar Schlee (1938–2002), deutscher Politiker (CDU), Landesminister
- Dietmar Schönherr (1926–2014), österreichischer Schauspieler und Autor
- Dietmar Schünicke (* 1944), deutscher Chorleiter
- Dietmar Wischmeyer (* 1957), deutscher Satiriker
- Dietmar Woidke (* 1961), deutscher Politiker (SPD), Ministerpräsident von Brandenburg
- Dietmar Wunder (* 1965), deutscher Schauspieler, Synchronsprecher und -regisseur, Hörspiel- und Hörbuchsprecher

#### Ditmar
- Ditmar Brock (1947–2020), deutscher Soziologe
- Ditmar Jakobs (* 1953), deutscher Fußballspieler
- Ditmar Schädel (* 1960), deutscher Fotograf, Fotopädagoge, Hochschullehrer und Autor
- Ditmar Staffelt (* 1949), deutscher Politiker (SPD)
- Ditmar Wick (* 1953), deutscher Sportwissenschaftler und Hochschullehrer

#### Dittmar
- Dittmar Bachmann (* 1967), deutscher Comedian, Sänger, Songwriter, Schauspieler und Synchronsprecher
- Dittmar Dahlmann (* 1949), deutscher Osteuropahistoriker
- Dittmar Finkler (1852–1912), deutscher Arzt und Professor
- Dittmar Graf (* 1955), deutscher Biologe, Hochschullehrer
- Dittmar Hahn (* 1943), deutscher Jurist, u. a. Richter am Bundesverwaltungsgericht
- Dittmar Jost (1940–2002), deutscher Fußballspieler
- Dittmar Machule (* 1940), deutscher Architekt, Stadtplaner und Bauforscher

### Fiktiv
- In der Sage: König Dietmar, der Vater Dietrichs von Bern, siehe Thiudimir

### Familienname
- Carl Dietmar (* 1949), deutscher Journalist und Autor historischer Sachbücher
- Johann Wilhelm Dietmar (1671–1759), deutscher Rechtswissenschaftler
- Samantha Dietmar (* 1978), deutsche Fotografin